# William Levy
William Levy Gutiérrez (ur. 29 sierpnia 1980 w Cojimar) – kubańsko-amerykański model i aktor telewizyjny.

## Życiorys

### Wczesne lata
Urodził się w Cojimar na Kubie, jako najstarszy z trojga rodzeństwa. Jego dziadek był Żydem. Był wychowywany przez samotną matkę, Barbarę. W wieku 14 lat opuścił Hawanę i zamieszkał w Miami. Jako nastolatek marzył, by grać w najlepszych ligach bejsbola, jednak wkraczając w świat aktorstwa i mody, szybko z tego zrezygnował. Uczęszczał do St. Thomas University w Miami Gardens, gdzie otrzymał stypendium baseballowe. Studiował aktorstwo w Miami, Los Angeles i Meksyku.

### Kariera
Po raz pierwszy wystąpił w telewizji w reality show Isla de la tentación. Następnie podpisał kontrakt z agencją modeli Next Models. Wziął udział w drugiej edycji reality show Protagonistas de Novelas (emitowanego w Polsce przez Zone Romantica pod nazwą Droga do sławy). Jako aktor zadebiutował w 2005 w telenoweli Zemsta, moja miłość (Olvidarte Jamás), gdzie grał wraz z Elizabeth Gutiérrez. W tym samym roku zadebiutował również na scenie teatralnej w sztuce La nene tiene tumbao, która była pokazywana w Palacio de Bellas Artes w Portoryko. Rok później otrzymał kolejne role w dwóch telenowelach: Mi vida eres tu i Osaczona (Acorralada). W 2006 hiszpański magazyn „People” uznał go za jednego z 50 najbardziej seksownych kawalerów.
W 2007 producentka Carla Estrada zaproponowała mu występ w telenoweli kostiumowej Pasión, a Levy przeniósł się do Meksyku. W 2008 Televisa obsadziła go w głównej roli w telenoweli Nie igraj z aniołem (Cuidado con el ángel, 2008–2009), u boku Maite Perroni. Był to moment przełomowy w jego karierze. W 2009 zagrał główną rolę w telenoweli Zaklęta miłość (Sortilegio) u boku Jacqueline Bracamontes. W latach 2010–2011 grał rolę pierwszoplanową w telenoweli  Triumf miłości (Triunfo del Amor) z Maite Perroni. Wiosną 2011 wystąpił w teledysku do piosenki Jennifer Lopez „I’m Into You”, który nagrywano w Meksyku na Riwierze Majów. W erotycznym thrillerze Addicted (2014) u boku Borisa Kodjoe, Kateriny Graham i Tysona Beckforda wystąpił jako artysta, który staje się kochankiem Zoe (Sharon Leal).
9 marca 2012 wziął udział w czternastej edycji Dancing with the Stars z Cheryl Burke, gdzie zajął trzecie miejsce, za co w 2012 był nominowany do Teen Choice Awards.

## Życie prywatne
W czerwcu 2003 związał się z aktorką Elizabeth Gutiérrez, którą poznał na planie programu telewizyjnego Protagonistas de Novelas. Ma z nią dwoje dzieci: syna Christophera Alexandra (ur. 2006) i córkę Kailey Alexandrę (ur. 2010).
11 lipca 2009 został ochrzczony w obrządku rzymskokatolickim

## Filmografia

### telenowele
- 2005: Zemsta, moja miłość (Olvidarte jamás) jako Germán Torres
- 2006: Mi vida eres tu jako Federico Amaya
- 2007: Osaczona (Acorralada) jako Larry Irazabal
- 2007: Sidła namiętności (Pasión) jako Vasco Darién
- 2008–2009:  Nie igraj z aniołem (Cuidado con el ángel) jako Juan Miguel San Roman
- 2009: Zaklęta miłość (Sortilegio) jako Alejandro Lombardo
- 2010–2011:  Triumf miłości (Triunfo del Amor) jako Maximiliano Sandoval
- 2013: Burza (La Tempestad) jako kapitan Damian Fabre

### Seriale telewizyjne
- 2010: Mujeres asesinas 3 jako Conde Fonsi

### Filmy
- 2008: Retazos de vida jako Thiago
- 2009: Planeta 51 jako kapitan Charles „Chuck” Baker (głos)
- 2014: Addicted jako Quinton Canosa
- 2016: Resident Evil: Ostatni rozdział jako Christian

### Teledyski
- 2011: Jennifer Lopez feat. Lil Wayne − "I’m Into You"